# Запах
За́пах — специфическое ощущение присутствия в воздухе летучих пахучих веществ, обнаруживаемых химическими рецепторами обоняния, расположенными в носовой полости животных и людей. Запах чего-либо (растений, животных, натуральных и синтетических материалов) возникает из-за выработки, выделения и улетучивания (испарения, переноса воздухом) молекул веществ, обладающих способностью возбуждать обонятельные рецепторы и вызывать ощущение запаха.

## Теории восприятия запаха
Теории развивались много лет:
- Атомарная (корпускулярная) теория (Тит Лукреций Кар).
- Эмпирические классификации (Г. Цваардемакер).
- Волновая теория.
- Теория структурного подобия (Дж. Эмур).
- Спектроскопическая теория.
- Теория генетического механизма кодирования белков-одорирецепторов[2].

## Процесс восприятия запаха
Восприятие запаха — сложный процесс, который состоит из многих стадий.
Вместе с вдыхаемым воздухом вещество, вызывающее чувство запаха, попадает в нос, частично очищается от пыли и согревается, затем контактирует с поверхностью обонятельного поля, на котором расположен так называемый обонятельный эпителий. При нормальном спокойном дыхании вблизи обонятельного эпителия проходит 7-10 % вдыхаемого воздуха. Обонятельный эпителий имеет толщину приблизительно 150—300 мкм. Он покрыт слоем слизи (10-50 мкм), который молекулам одоранта предстоит преодолеть, прежде чем они провзаимодействуют со специальными сенсорными нейронами — обонятельными рецепторами.
Для того, чтобы обонятельный сигнал был воспринят нейроном, молекула одоранта связывается со специальной белковой структурой, расположенной в нейрональной клеточной мембране. Такая структура называется рецепторным белком. Используя методы молекулярной биологии, американские ученые Линда Бак и Ричард Аксель в 1991 году установили, что обонятельные нейроны у млекопитающих содержат около 1000 различных видов рецепторных белков (у человека их меньше — около 350). Признанием важности этого открытия стало присуждение им в 2004 году Нобелевской премии за исследования в области физиологии и медицины (см. «Наука и жизнь» № 12, 2004 г.).
Нервные импульсы по обонятельным нервам поступают в обонятельные луковицы, а затем в подкорковые центры (миндалину и др.) и, наконец, в корковый центр обоняния мозга (височный отдел) и там обрабатываются. Обонятельный эпителий, нервы и центры обоняния мозга объединяют в обонятельный анализатор.
Полученный сигнал интерпретируется мозгом, в результате чего в сознании и формируется ощущение. Так как интерпретация зависит от врождённых (биологических, эволюционных) моделей и личного опыта (обусловливающего отношение к источнику запаха), восприятие запахов одновременно и схоже, и индивидуально у разных людей.
Особенности обоняния напрямую обусловлены последовательностью ДНК и мутациями в генах — это недавно доказали исследователи новозеландского Института изучения растений и пищевой продукции. Изучив на практике особенности восприятия запахов у пары сотен добровольцев, которым дали понюхать 10 различных запахов, ученые выяснили, что восприятие четырёх из них зависит от строения генов.

### Определение и различение запахов
Некоторые запахи воспринимаются близко или одинаково, при этом они разные по составу и структуре.

### Восприятие запахов и концентрация
Человек по-разному воспринимает некоторые вещества, в зависимости от их концентрации в воздухе. Обычно это нейтральное или приятное восприятие (средний уровень «нагрузки рецепторов»). Аромат становится вонью при высокой концентрации вещества («сенсорной перегрузке»).
Способность человека обнаруживать присутствие в воздухе газообразных веществ не постоянна, и может значительно ухудшаться при воздействии разных факторов. Работа в цехе, воздух которого был загрязнён органическими растворителями, привела к увеличению среднего порога восприятия запаха ментола у работников в 6 раз по сравнению с контрольной группой.

### Эффекты адаптации и интерференции
Запаховое действие некоторых веществ очень быстро вызывает адаптацию — полную потерю ощущения запаха от этого вещества. Типичным примером является сероводород — он легко обнаруживается в минимальных концентрациях, ещё не опасных для здоровья. Однако через короткое время сила ощущения резко падает — вплоть до того, что человек не в состоянии ощутить концентрации, превышающие ПДК в воздухе.
Многолетнее воздействие стирола (при производстве изделий из стеклопластика) повысило порог восприятия его запаха у рабочих по сравнению с контрольной группой работников на порядок (средние значения 238,5 и 26 мг/м3), и примерно в 30 раз.
Наложение нескольких запахов (интерференция) может существенно исказить общую оценку аромата. Этим явлением широко пользуются парфюмеры при составлении ароматических композиций для создания новых типов духов.
Действие многих видов воздушных загрязнений (соединения хрома, марганца, аммиак, ацетон, бензин, бензол, пыль цемента и других веществ, и др.) приводит к ослаблению и даже полной потере чувствительности органа обоняния человека.

## Специфика восприятия запахов человеком
Запах для большинства людей — относительно слабо дифференцированное, интегральное ощущение, так как он определяется суммарным эффектом от раздражения обонятельных рецепторов, рецепторов тройничного нерва и рецепторов вомероназального органа; кроме того, возможно, что в ощущение запаха вовлечено восприятие аэрозольной компоненты атмосферы.

### Психофизиологические процессы, влияющие на восприятие
Можно[кем?] выделить несколько ведущих звеньев и факторов, участвующих в процессе восприятия запаха:
- Рецепторный уровень
  - Качество носового дыхания
  - Гормональный фон
  - Специфические аносмии
  - Возрастные особенности
- Проводимость нервных пучков
- Лимбическая система
- Психический уровень
  - Уровень возбуждения нервной системы
  - Индивидуальный опыт

### Особенности психологии восприятия запаха
Сильное влияние на ощущение запаха оказывает психофизиологическое состояние человека. В определённых условиях наблюдается извращённое восприятие запахов, когда определённые, привычные вещества вдруг становятся резко неприятными. Предпочтения в выборе парфюмерных ароматов взаимосвязаны с индивидуально-психологическими характеристиками личности, а сам процесс семантической оценки аромата соотносится с самооценкой характеристик «образа — я», формируя тем самым психологический механизм ольфакторных предпочтений.
Некоторые запахи оказывают влияние на когнитивные способности и физическое состояние человека. Так, по данным исследований, запах перечной мяты и корицы помогает достичь более высоких результатов в когнитивных тестах, в частности на внимание, память, скорость сортировки данных. Аромат мяты также положительно влияет на результат физических упражнений — нагрузка воспринимается как более лёгкая, и спортсмены показывают более высокий результат.
Ведутся работы по предсказанию реакции людей на запах вещества (предсказание порога) по данным о порогах у других веществ, и по данным о химической структуре вещества. Но в разных странах люди реагируют на одни и те же запахи не вполне одинаково.

## Социально-культурные и эмоциональные особенности
В связи с тем, что обоняние относится к филогенетически самым первым ощущениям, оно тесно связано с эмоциями, многие запахи приобретают устойчивую субъективную или ситуационную эмоциональную окраску.
Запахи способны вызывать ассоциированные с ними воспоминания так же, как и звуки, изображения или другие ассоциированные с запомненными событиями условия («якоря» памяти). Мнение о том, что запахи вызывают более выраженную эмоциональную окраску воспоминаний, чем другие «якоря» памяти, ошибочно. Использование запахов для восстановления воспоминаний ничем не лучше других методов.
Процесс обретения воспоминаний через запахи назван «феноменом Пруста» в честь французского писателя Марселя Пруста (фр. Marcel Proust), герои произведений которого с помощью запахов вспоминают ассоциированные с ними события, например, главный герой романа «В поисках утраченного времени».
С 20 века «феномен Пруста» писатели разных жанров стали использовать как художественный приём, в результате он стал литературным топосом.

## Методы измерения силы запаха
Исследованием восприятия запахов занимается ольфактометрия.
Оценка силы запаха важна в экологии, в объективной оценке качества пищевых продуктов, в парфюмерии, в клинических исследованиях при различных видах патологии.

## Устройства для воспроизведения запахов
В XX веке после широкого распространения устройств для воспроизведения звука (патефон, магнитофон) и изображения (фотография, кино, видеокамера) всё чаще изобретатели обращаются к разработке устройств для воспроизведения запахов.
Одной из наиболее известных попыток была разработка такой системы американо-израильской фирмы DigiScents (2002 г.). Эта фирма не выполнила ряд обязательств своевременно и развалилась.